# Rock a Nova e.p.
「Rock a Nova e.p.」（ロック ア ノヴァ イーピー）は、SUEMITSU & THE SUEMITHの6枚目のシングル。

## 解説
2007年11月7日に発売された。
このシングルについて、末光はジャケットからPVまで全てに関して、今までで一番気に入った作品に仕上がったと語っている。プロデュースにはTHE SUEMITHでもベースを担当しているクラムボンのミトが関わっている。ちなみに、フライヤーやオフィシャルサイトのトップページの画像には「6(66)th Single.」と記載されてあるが、これは6枚目のシングルという意味とともに、自身（自身の母も）が「熱狂的な『オーメン』ファン」であるということからダミアンを象徴する「666」をかけた遊び心も込められている。
タイトル曲である「Rock a Nova」は、昨年5月に行われた初のワンマンライブで末光自身が感じたものをリアルに表現した楽曲に仕上がっており、ライブ感を意識して作られた曲である。
カップリングとして、2曲目には「U R My Christmas」以来のクリスマスソングである「Merry Christmas Baby」が収録。『Re:MTV』では本人曰く「クリスマスに家族でいる人たちと聞いてもらいたい曲」と語っている。3曲目収録の「November is the Ballade (You-Gata Friend Mix)」は当初歌詞が付いていたが最終的にはインストゥルメンタル曲に仕上がり、唯一の歌唱部分も大サビの「I still love you」「I still miss you」の部分しかない。なお、歌詞付きのバージョンは2枚目のアルバム『Shock On The Piano』に収録されることとなる。また、4曲目収録の「Rock a Nova (HALFBY SIDE FARMERS MIX)」で、HALFBYによる初のリミックス曲が収録された。

## 収録曲
1. Rock a Nova
  - 作詞・作曲・編曲：末光篤
  - 日本テレビ系『音楽戦士 MUSIC FIGHTER』2007年11月度エンディングテーマ
2. Merry Christmas Baby
  - 作詞・作曲・編曲：末光篤
  - 人形アニメーションレーベル『MUKU』イメージソング
3. November is the Ballade (You-Gata Friend Mix)
  - 作詞・作曲：末光篤／編曲：ミト
4. Rock a Nova (HALFBY SIDE FARMERS MIX)
  - 作詞・作曲：末光篤／編曲：HALFBY